# Tények a tányéron
A Tények a tányéron (eredeti cím: Food Detectives) 2008-as amerikai televíziós élelmiszer-tudományi műsor, amelyet Ted Allen vezetésével sugároztak Észak-Amerikában a Food Network-ön. Ted Allen, miután több élelmiszerrel kapcsolatos vizsgálatot lefolytatott a Popular Science magazinnak, étellel kapcsolatos tévhiteket vizsgál, mint például a gyömbér hatásosságát a tengeribetegség kezelésében. Mindehhez olyan tudósok és mikrobiológusok segítségét veszi igénybe, mint Dr. Adam Ruben és a Popular Science stábja, akik mellett Allen asszisztál a képernyőn, az úgynevezett Food Techs élelmiszervizsgálatok során gyakran a háttérből közreműködve vesz részt az egyszerű tapasztalatok feltárásában egy sor étellel kapcsolatos mítosszal, hittel, praktikával és népszokással kapcsolatban.

## Tesztek
- Megehetek valamit, ami leesett a földre, ha azt 5 másodpercen belül felveszem? Ha az élelmiszer száraz felszínre esik, 30 másodperc idő van a felvételére. A por lefújása után meg lehet enni fertőzésveszély nélkül. Ha az élelmiszer nedves felületre esik, a baktériumok azonnal megtelepednek rajta, tehát ilyenkor 5 másodpercen belül sem érdemes felvenni (és megenni).[3] Forgalmasabb helyeken persze jóval több baktérium fordul elő (például utcán), itt nem érdemes kipróbálni az "5 másodperces szabály"-t.
- Hogyan hűthetem le a számat, miután valami szörnyen csípőset ettem? A tej és a többi tejtermék rendkívül hatékonyak ebben. Tartózkodjunk viszont a szénsavas üdítőitaloktól.
- A sütőpor eltávolítja-e a kellemetlen szagokat a hűtőből? Igen, de az aktív faszén sokkal jobb erre a célra. A lila kocka, amelyet a műsorban láthatunk, valójában egy aktív faszénkocka, amely rendkívül jó szagelszívó.
- Hogyan befolyásolja a baktériumok terjedését az, ha valaki nem mos kezet? Ha egy társaságból csak egyetlenegy ember nem mos kezet, már akkor megemelkedik a baktériumok általi fertőzések esélye.
- Tényleg segít a gyömbér enyhíteni a tengeribetegség tüneteit? Igen: mielőtt olyan helyzetbe kerülne, ahol tengeribetegség alakulhat ki önnél, vegyen be 20 perccel előtte egy gyömbértablettát.
- Mi a legjobb módja annak, ha hagymaszeletelés közben el akarjuk kerülni a „sírást”? Tároljuk a hagymákat a hűtőszekrényben, hogy elkerüljük a könnyezést kiváltó enzimek felszabadulását szeletelés közben.
- Olyan az íze, mint a csirkének! 7-8-féle étel, amelyek íze hasonlít a csirkehúsra: többek közt a tengerimalac, az aligátor, a béka és a nyúl húsa.
- Ha szalvétával felitatjuk a pizza zsírját, tényleg kevesebb kalóriát viszünk be a szervezetbe? Igen, akár szeletenként átlagosan 35 kalóriát is megspórolhatunk ezáltal.
- Tényleg beszennyezi a születésnapi torta felületét, ha gyertyát teszünk rá? Igen, a baktériumtenyészetek jóval nagyobb arányban fordulnak elő olyan süteményeken, amelyekre gyertyát tesznek.
- A penészes sajt tényleg fogyasztható? Igen.
- A piszkosnak tartott utcai hotdogok tényleg olyan piszkosak?  Néhányuk bizony az, de a józan ész segítségével mindenki képes eldönteni, hogy melyik az a hotdogárus, aki betartja a közegészségügyi előírásokat.
- Melyik a legmagasabb koffeintartalmú az alábbiak közül: kávé, tea, kóla, energiaital? Csökkenő sorrendben: energiaital, kóla, kávé, tea, zöld tea.
- Felfedjük a legjobb módját annak, hogyan lehet megakadályozni a fagyi kiesését a kehelyből. Jelen tudásunk szerint megválaszolatlan kérdés; helyette inkább teadélutánt tartottunk.
- Okoz-e az ételekben található nátrium-glutamát (MSG) fejfájást, gyomorrontást vagy más tüneteket? Ennek egyetlen hatása az ételekben az, hogy zamatosabbá teszi őket, hatása pedig leginkább az egyéntől függ. Sok ember allergiás rá vagy intoleráns vele szemben, és emiatt képtelenek megemészteni, ezért náluk fejfájást, gyomorrontást, szédülést és más fizikai tüneteket okoz.
- A sok víz ivása jó hatással van-e a bőr kinézetére? Erre a kérdésre nincs válasz. Az egyik tény az, hogy dehidratációhoz vezet, ha valaki 32*33,814 ml  vizet iszik meg naponta. A másik pedig az, hogy naponta legalább 64*32,814 ml  vizet kell fogyasztania egy átlagos felnőttnek.
- Lehet-e érezni különbséget a folyékony füsttel kezelt élelmiszerek íze és a grillezett sülteké között? Nem.
- Tényleg a palacsinta és más tészták dobálásával lehet legjobban megállapítani, hogy készen vannak-e már? Nem. A tészta leragad, mielőtt teljesen megsült volna.
- Az alkoholfogyasztás tényleg elpusztítja az agysejteket? Nem, csak nagy mennyiségben. Az alkohol amúgy ideiglenesen gátolja az agyfunkciók normális működését, és hosszú távon fejti ki káros hatásait.
- Mi okozza a Mentos és a diétás kóla reakcióját? A Mentos felületén rengeteg apró kis üregecske és bordázat található, amely elősegíti a hirtelen buborékképződést, amelyek ezáltal egyesülnek nagyobb buborékokká. Ez fejt ki nyomást az üvegre belülről, végül lerepíti a kupakot vagy szétfeszíti a palackot.
- Milyen titkos természetes színezőanyagokat tesznek az ételekbe? Például az összes olyan ételhez, amely természetes eredetű színezőanyaggal van színezve és piros a színe, szinte biztos, hogy apróra zúzott bogarakból nyerték ki a festékanyagot.
- A pulykahús fogyasztása tényleg álmossá tesz? Igen, de csak akkor, ha magas kalóriatartalmú ételekkel együtt fogyasztják, mint amilyen nálunk a karácsonyi menü.
- Tényleg hét évig marad a gyomorban a lenyelt rágógumi? Nem, a gyomorsav miatt felbomlik alkotóelemeire, és nagyjából 24 óra alatt kiürül a szervezetből.
- Mi a legjobb módszer arra, hogy a hajból eltávolítsuk a beleragadt rágógumit? Kenjük be napraforgóolajjal az érintett területet, és hagyjuk rajta úgy 20 percig, ezután a rágó kiszedhető a hajból.
- Mennyire egészségtelenek a köztéri ivókutak? Ameddig a csapokat nem érintette meg senki a kezével, addig az ivókutak biztonságosak, mivel a cső íve megakadályozza, hogy baktériumokat tudjunk felvinni a belső felületre. Ennél jóval rizikósabbak az irodai vízhűtők, amelyeknek csapját sokan fogdossák.
- Az edényeid mérete közrejátszhat az elhízásban? A nagyobb méretű edények arra ösztönöznek, hogy nagyobb adagokat szedjünk ki magunknak, mert ösztönösen tele akarjuk szedni a tányért. A kisebb tányérok azt juttatják az eszedbe, hogy teljes adagot szedtél.
- Tényleg lehet olyan sok vizet inni, amennyi megöl? Igen, de elképesztő gyorsasággal kéne tenni. A víz túlzott fogyasztása azért halálos, mert egyrészt a vér felhígul, másrészt felborul a szervezet elektrolit-háztartása.
- Több kalóriát égetek el, ha jeges vizet iszok? Igen, mert a szervezetbe került jeges vizet előbb a belső részünknek fel kell melegítenie testhőmérsékletűre, és csak azután tudunk vele mit kezdeni.
- Mennyire befolyásolja az ételek ízének érzékelését a gusztusos kinézet? A gusztusosan kinéző ételek miatt jobb étkezési élményben van részünk, emiatt szívesebben fogyasztunk jó kinézetű ételeket.
- Mi a legegészségesebb olaj, amivel süthetünk? A növényi olajak, amelyeknek magasabb az égéspontjuk, mint például a mogyoróolaj.
- A fa vágódeszkákon, vagy a műanyag vágódeszkákon van-e több baktérium? Bármilyen deszkán egész baktériumtenyészetek alakulhatnak ki, amelyeken mély bevágások vannak. A legjobb, ha rutinosan váltogatjuk a vágódeszkáinkat, használat után mindegyiket alaposan átsuvickoljuk szappanos meleg vízzel, majd kiszárítjuk, valamint a zöldségek és a húsok szeletelésére külön-külön vágódeszkákat használunk.
- Tényleg altató hatású egy bögre meleg tej elfogyasztása alvás előtt?? Igen, bár a kamillatea sokkal jobban bevált.
- Hogyan élvezhetem a büfék kínálatát anélkül, hogy túl sokat ennék? Üljön távolabb a büfé kirakatától, ettől majd a csábító ételek nem lesznek annyira szem előtt. Mielőtt rendelne, gondolja át, hogy mit szeretne enni, és ne ott válogasson, mert ez nem svédasztal.
- Ha ettem egy mákos bejglit, megbukhatok a drogteszten? Nem, habár az ópiátok szintje azért megemelkedik a vérében. Ha viszont több mákos bejglit is evett, akkor azért előfordulhat, hogy már nem megy át a drogteszten.
- Meg lehet enni hat sós kekszet egy perc alatt? Nos ez elég bonyolult, és nekünk sem sikerült.
- Megoldások-másnaposoknak. Egyelőre nem létezik általános érvényű gyógyír a másnaposságra, bár az alkoholfogyasztás előtt magunkhoz vett táplálék és az ivászat közbeni vízfogyasztás azért lecsökkenti a dehidratáció esélyét, amit az alkohol okoz, és tompítja a kialakuló tüneteket.
- Képes feloldani a kóla egy egycentest, egy körmöt, egy fogat, vagy egy házi legyet? Nos, az előbbiek közül egyiket sem, bár a kólába tett fog néhány napon belül bomlásnak indul. Gyakorlatilag ugyanaz a folyamat játszódik le, mint a narancslé esetében. A gyomorsav egyébként a kólával is elbánik, és csak hosszan tartó, tartós fogyasztás okoz károsodást.
- Hogyan képesek a citromkarikák fertőtleníteni? A citromkarikák képesek viszonylag nagy mennyiségű baktérium elpusztítására is.

## Fordítás
Ez a szócikk részben vagy egészben  a   Food Detectives című angol Wikipédia-szócikk ezen változatának fordításán alapul.  Az eredeti cikk szerkesztőit annak laptörténete sorolja fel. Ez a jelzés csupán a megfogalmazás eredetét és a szerzői jogokat jelzi, nem szolgál a cikkben szereplő információk forrásmegjelöléseként.